# ستيمبوت سبرينغز (كولورادو)
ستيمبوت سبرينغز (بالإنجليزية: Steamboat Springs, Colorado)‏ هي مدينة تقع في مقاطعة روت – مقر المقاطعة بولاية كولورادو في الولايات المتحدة. تبلغ مساحتها 26 (كم²)، وترتفع عن سطح البحر 2052 م، بلغ عدد سكانها 12088 نسمة في عام 2010 حسب إحصاء مكتب تعداد الولايات المتحدة.

## أصل التسمية
اسم المدينة يشير إلى الضجيج الذي كان يثيره أحد أهم موارد المياه فيها وهي سبرينغز. هذا الضجيج الذي يشبه الصوت الذي ينتج عن سفينة بخارية (بالإنجليزية ستيمبوت).

## التاريخ
قبل قدوم الأوروبيين، كانت المنطقة أرض عبور لقبال الأوت (Utes) والأراباهو بحثا منهم عن الدفء.
أول ساكن أوروبي لهذه المنطقة كان جيمس كراوفورد سنة 1875, وتأسست المدينة سنة 1880 وأصبحت بلدية سنة 1900 وتم اختيار كراوفورد عمدة لها.

## توأمة
لستيمبوت سبرينغز (كولورادو) اتفاقيات توأمة مع:
- ساس-فيي

## أعلام
- تايلور فليتشير
- غوردون رن
- أوستين إيوبانكس
- راندي ويبر
- كريس باومان
- أريل جولد
- كريس مكنيل
- بادي فيرنر